# Mariken Heitman
Mariken Heitman (Rheden, 17 maart 1983) is een Nederlandse schrijfster.

## Biografie
Heitman groeide op in Gelderland en studeerde biologie aan de Universiteit Utrecht. Daarna was ze werkzaam in de biologische groenteteelt en gaf ze les op een middelbare landbouwschool.
In 2019 verscheen haar romandebuut De wateraap over biologiestudent Elke ("niet man of vrouw maar Elke") die de wateraaphypothese kiest als onderwerp van haar afstudeerproject. Dit deels autobiografische boek werd genomineerd voor de Jan Wolkers Prijs en de Bronzen Uil.
In 2021 kwam haar roman Wormmaan uit met als thema hoe de natuur – en dus ook de mens – gevormd wordt. Het boek verbindt twee verhaallijnen. De ene verhaallijn gaat over een zaadveredelaar, Elke, net als in De wateraap, die gefascineerd is door erwtenplanten. Daarnaast wordt ze vaak voor man aangezien, wat haar leven mede bepaalt. De andere verhaallijn gaat over Ra, een androgyne vrouw die negenduizend jaar geleden leefde in een periode dat de landbouw werd uitgevonden. Deze roman won in 2022 de Libris Literatuurprijs. De jury roemde het boek omdat het verbinden van de twee verhaallijnen getuigt van "een groot intellect, psychologisch inzicht en literair meesterschap".

## Inspiratie
Behalve door haar biologiestudie en ervaringen met groenteteelt is Heitman geïnspireerd door uiteenlopende schrijvers. Dit zijn naar eigen zeggen onder meer Elaine Morgan, Jean Marie Auel, Jan Wolkers, Connie Palmen, Maggie Nelson, Laurent Binet, Helle Helle, Haruki Murakami, Ted Hughes, Jeroen Brouwers, J.D. Salinger, Louis Beyens, David Quammen, Mike Morwood, Penny van Oosterzee en Karl Ove Knausgård.

## Bestseller 60
| Boeken met noteringen in de Nederlandse Bestseller 60 | Jaar van verschijnen | Datum van binnenkomst | Hoogste positie | Aantal weken | Opmerkingen                         |
| ----------------------------------------------------- | -------------------- | --------------------- | --------------- | ------------ | ----------------------------------- |
| Wormmaan                                              | 2021                 | 18-05-2022            | 3               | 11           | winnaar Libris Literatuurprijs 2022 |
| De mierenkaravaan                                     | 2024                 | 11-09-2024            | 30              | 2            |                                     |